# خوسيه غوردون
خوسيه غوردون (بالإسبانية: José Gordon) هو صحفي وكاتب مكسيكي، ولد في 1953 في مدينة مكسيكو في المكسيك.